# NBA Clutch Player of the Year Award
El Jugador Clutch del Año de la NBA (en inglés, NBA Clutch Player of the Year) es un premio anual otorgado por la National Basketball Association (NBA) desde la temporada 2022-23 al jugador con mejor desempeño en los instantes finales de partidos igualados. El premio fue anunciado de forma oficial el 13 de diciembre de 2022.

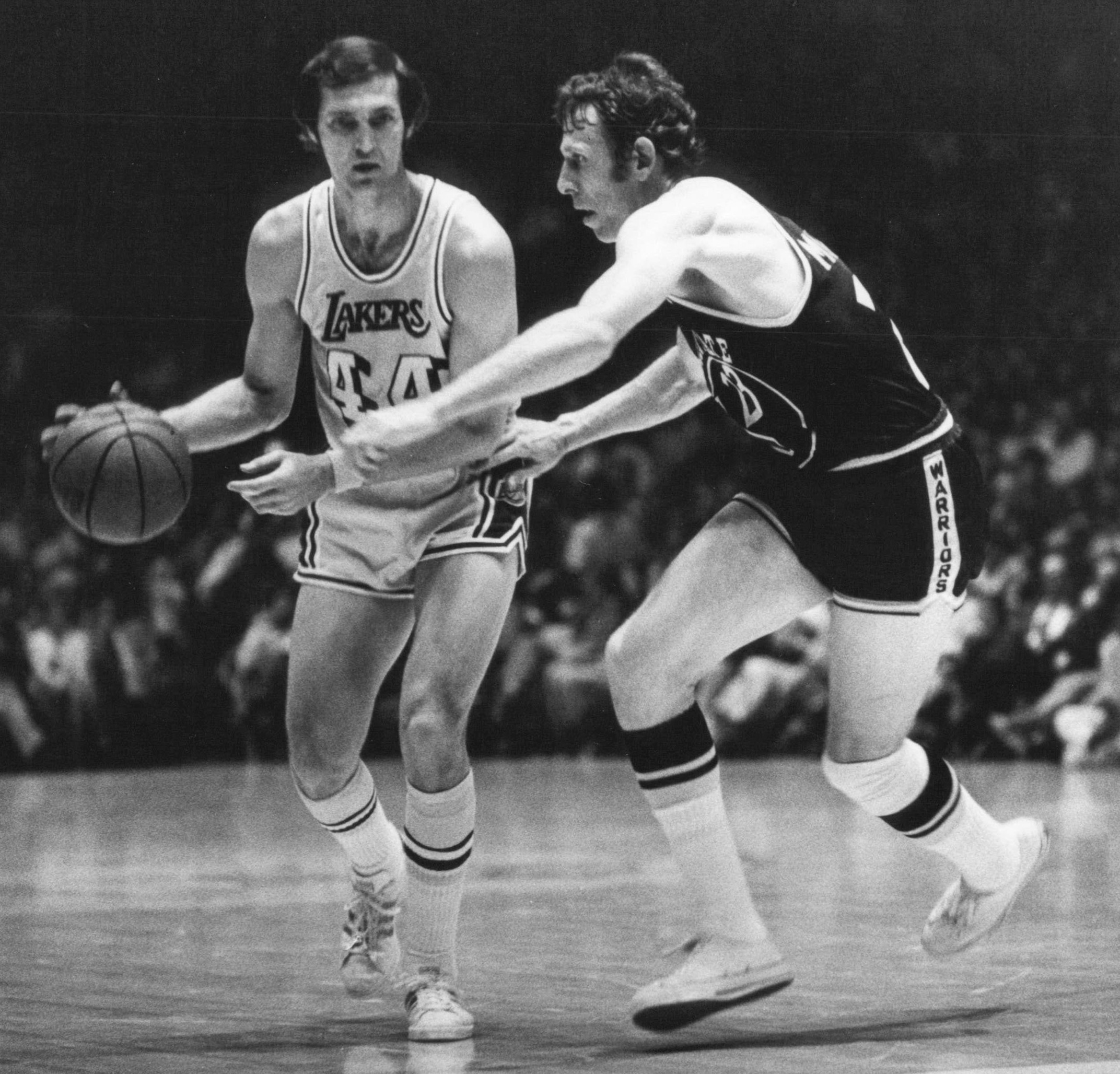
Jerry West, cuyo premio lleva su nombre.

El ganador recibe el Trofeo Jerry West, cuyo nombre es un homenaje a Jerry West, exjugador de Los Angeles Lakers apodado Mr. Clutch por su habilidad y destreza en los momentos finales de los encuentros apretados.

## Ganadores
|             | Jugador activo en la NBA                                       |
|             | Jugador miembro del Basketball Hall of Fame                    |
| Jugador (#) | Indica la cantidad de veces que un jugador ha ganado el premio |

| Temporada | Jugador       | Posición | Nacionalidad   | Equipo                | Ref.  |
| --------- | ------------- | -------- | -------------- | --------------------- | ----- |
| 2022-23   | De'Aaron Fox  | Base     | Estados Unidos | Sacramento Kings      | [ 2 ] |
| 2023-24   | Stephen Curry | Base     | Estados Unidos | Golden State Warriors | [ 3 ] |
| 2024-25   | Jalen Brunson | Base     | Estados Unidos | New York Knicks       | [ 4 ] |